# Apfaltrerjev dvorec (Apfaltrerhof)
Apfaltrerjev dvorec (nemško Apfaltrerhof) je bil dvorec, ki je stal v Litiji. 

## Zgodovina
Zgrajen naj bi bil v začetku 16. stol. Danes na njegovem mestu stoji trgovina Merkator.